# Diane Dufresne en liberté conditionnelle / Merci
Diane Dufresne en liberté conditionnelle est un DVD Live de la chanteuse québécoise Diane Dufresne enregistré le 18 octobre 2003 au Monument National. Il est édité en 2004 au Québec et inclus dans la compilation CD/DVD Les Grands Succès sortie en France en 2009.
Inspiré par la guerre en Irak Mille et une nuits est un titre inédit, inclus en tant que bonus, et enregistré après la fin du concert, les spectateurs ayant quitté la salle. En 2004 il paraitra sur l'album  Effusions.
Au Canada le spectacle s'intitule En liberté conditionnelle, en France Merci.

## En liberté conditionnelle/ Merci

### Titres
| No  | Titre                                       | Paroles                         | Musique                          | Durée |
| --- | ------------------------------------------- | ------------------------------- | -------------------------------- | ----- |
| 1.  | Merci                                       | Diane Dufresne                  | Martin Courcy, Martin Courcy     |       |
| 2.  | La Vie en rose / Fascination                | Édith Piaf / Maurice de Féraudy | Louiguy / Dante Pilade Marchetti |       |
| 3.  | Parlez-moi d'amour                          | Jean Lenoir                     | Jean Lenoir                      |       |
| 4.  | Que                                         | Diane Dufresne                  | Marie Bernard                    |       |
| 5.  | En liberté conditionnelle                   | Diane Dufresne                  | Martin Courcy, Martin Courcy     |       |
| 6.  | Progressif                                  | Diane Dufresne                  | Sylvain Michel                   |       |
| 7.  | Épine rose                                  | Pierre Grosz                    | André Manoukian                  |       |
| 8.  | Je voulais te dire que je t'attends         | Michel Jonasz, Pierre Grosz     | Michel Jonasz                    |       |
| 9.  | Quand on n'a que l'amour                    | Jacques Brel                    | Jacques Brel                     |       |
| 10. | A faire l'inventaire                        | Diane Dufresne                  | Martin Courcy, Martin Courcy     |       |
| 11. | Les hauts et les bas d'une hôtesse de l'air | Luc Plamondon                   | François Cousineau               |       |
| 12. | J'ai rencontré l'homme de ma vie            | Luc Plamondon                   | François Cousineau               |       |
| 13. | Rock pour un gars d'bicycle                 | Luc Plamondon                   | François Cousineau               |       |
| 14. | Actualités                                  | Luc Plamondon                   | François Cousineau               |       |

Mini opéra de la chaise
| No  | Titre           | Paroles        | Musique              | Durée |
| --- | --------------- | -------------- | -------------------- | ----- |
| 15. | J'ai douze ans  | Luc Plamondon  | Germain Gauthier     |       |
| 16. | Le Parc Belmont | Luc Plamondon  | Christian Saint-Roch |       |
| 17. | Le 304          | Diane Dufresne | André Gagnon         |       |

| No  | Titre                      | Paroles          | Musique        | Durée |
| --- | -------------------------- | ---------------- | -------------- | ----- |
| 18. | L'oubli                    | Michel Rivard    | Michel Rivard  |       |
| 19. | Le retour de Don Quichotte | Michel Rivard    | Michel Rivard  |       |
| 20. | Un souvenir heureux        | Danièle Thompson | Vladimir Cosma |       |

### Titre bonus
| No | Titre              | Paroles        | Musique         | Durée |
| -- | ------------------ | -------------- | --------------- | ----- |
| 1. | Mille et une nuits | Diane Dufresne | Alain Sauvageau |       |

## Crédits
- Musiciens :
  - Basse : Jean Pellerin
  - Batterie : Paul Brochu
  - Guitares : André Courcy
  - Claviers : Alain Sauvageau, Martin Courcy
- Ingénieurs du son : Roger Toby Gendron
- Direction musicale : Alain Sauvageau
- Conception lumières : Gatien Ouellet
- Montage : François Bonnelly, PMT
- Producteur : Jean Pier Doucet (assisté de Jocelyne Saint-Pierre)
- Mastering : Vision Globale
- Réalisation : Pierre Séguin (assisté de Christiane Arbour)